# Une date à retenir
Une date à retenir (titre original : A Date to Remember) est une nouvelle humoristique de science-fiction de William F. Temple.

## Parutions

### Parutions aux États-Unis
La nouvelle est parue initialement aux États-Unis dans Thrilling Wonder Stories en août 1949.

### Parutions en France
La nouvelle a été publiée en France en 1974 dans l'anthologie Histoires d'extraterrestres (rééditions en 1976, 1978, 1984, 1986 et 1997).

### Parution en Croatie
La nouvelle a été publiée en Croatie en 1982 sous le titre Znameniti datum.

## Résumé
Stanley Bell est éditeur. Les affaires ne sont pas très florissantes. Ce soir, il doit voir un vieil ami, le psychiatre Michaël Grahamme (Mick pour les intimes), avant d'aller voir sa femme, enceinte et qui doit très prochainement accoucher. Stanley et Mick boivent un verre dans un bar. Grahamme lui explique qu'il a écrit un livre, plus précisément le livre de sa vie, et qu'il faudrait que Bell l'édite. Bell est réticent : un ouvrage sur la psychiatrie, bof… Mick lui assure qu'il a fait une présentation très moderne et que l'ouvrage marquera son temps : ce sera un succès, c'est absolument certain. Et comme Bell est réticent, Mick lui remet un chèque d'acompte. S'il y a échec commercial, Bell n'en souffrira pas ; s'il y a succès, il sera partagé. Puis la conversation dévie sur un sujet inattendu : et si les Martiens venaient sur Terre, comment seraient-ils reçus ? seraient-ils amicaux ou hostiles ? voudraient-ils aider les humains ? se pourrait-il que des extraterrestres soient parmi nous, pour nous aider sur le plan scientifique et culturel ? Mick fait remarquer à son ami d'étranges coïncidences : supposons des martiens immortels capables de se réincarner, lors de leur mort, dans le fœtus d'un enfant à naître. Que pense Stanley de ceci :
- Wordsworth est mort en 1850, Robert Louis Stevenson est né en 1850 ;
- Lord Byron est mort en 1824, Kelvin est né en 1824 ;
- Percy Bysshe Shelley est mort en 1822, Louis Pasteur est né en 1822 ;
- Haydn est mort en 1809 et Lincoln est né en 1809 ;
- Shakespeare et Cervantes sont morts le même jour, le 23 avril 1616.

Les deux amis se quittent, se promettant de se revoir bientôt. Grahamme insiste sur l'urgence d'une publication, et remet une petite enveloppe à Stanley. Quand il rentre chez lui, Stanley découvre que sa femme est à l'hôpital. Elle accouche de leur enfant, un garçon, vers minuit et quart. Le surlendemain, à la lecture de son journal, Stanley apprend avec stupéfaction et horreur que son meilleur ami, Mick Grahamme, est mort dans le taxi qui le ramenait chez lui. Étrange coïncidence : il est mort à minuit et quart, au même moment que la naissance du bébé.
Au fait, que contenait l'enveloppe remise par Mick ? Elle contient une liste de noms :
- Michel-Ange (1475-1564)
- Galilée (1564-1642)
- Isaac Newton (1642-1727)
- Thomas Gainsborough (1727-1788)
- Arthur Schopenhauer (1788-1860)
- Tchekhov (1860-1904)

Plus tard, Stanley se rappelle que Mick était né en 1904. Et regardant son bébé, il se dit que celui-ci fera de grandes choses dans sa vie, et que Mick ne sera jamais très loin de lui… Finalement, le livre de Mick pourrait bien être un best-seller et être l'un des livres les plus importants du siècle…